# 尼尔斯·奥拉夫
陸軍少將、布威島男爵，尼爾斯·奧拉夫爵士（挪威語：Nils Olav）是一隻居住在蘇格蘭愛丁堡動物園的國王企鵝。他是挪威國王衛隊的荣誉司令及軍事吉祥物。「尼爾斯·奧拉夫」一名及其相關的頭銜自1972年起先後授予三隻國王企鵝，現在的持有者是尼爾斯·奧拉夫三世。

## 軍事角色
挪威船業大亨克里斯蒂安·薩爾維森在愛丁堡動物園於1913年開幕時，向該園贈送了園內的第一隻國王企鵝。
1961年，挪威國王衛隊造訪了愛丁堡並參與了當年的愛丁堡軍操表演。參與表演的衛隊中尉尼爾斯·埃格林（Nils Egelien）對國王企鵝很感興趣，在衛隊於1972年再次出訪愛丁堡時安排衛隊認養一隻國王企鵝。企鵝的名字「尼爾斯·奧拉夫」則是取自尼爾斯·埃格林和時任挪威國王奧拉夫五世二人。

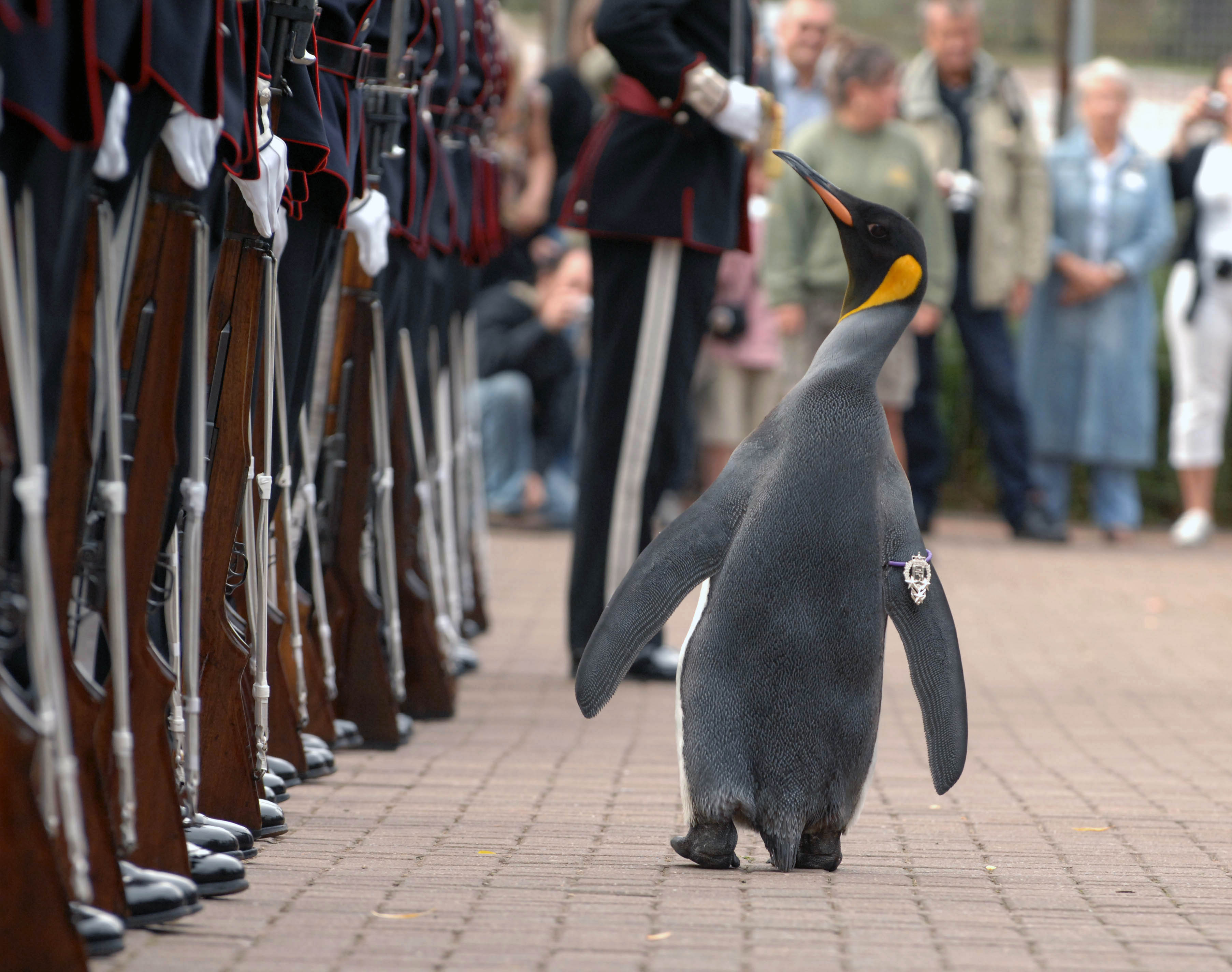
尼爾斯·奧拉夫在騎士冊封典禮上檢閱130名挪威國王衛隊的衛兵。

尼爾斯·奧拉夫最初被任命為挪威國王衛隊的准下士，並在衛隊每一次來訪愛丁堡動物園時都會獲擢升。牠在1982年晉升為下士，後於1987年升至中士軍階。尼爾斯·奧拉夫一世在晉升中士後不久離世，並由愛丁堡動物園一隻時齡兩歲的企鵝繼承其職位和軍銜，是為尼爾斯·奧拉夫二世。牠在1993年擢升為營級士官長，並於2001年升至「榮譽營級士官長（honourable regimental sergeant major）」軍階。
尼爾斯·奧拉夫在2005年8月18日獲任命為挪威國王衛隊的榮譽上校。衛隊在當年出訪愛丁堡時向動物園贈送了一座4英尺（1.2）高的尼爾斯·奧拉夫銅像，位於奧斯陸的挪威國王衛隊基地亦有一個相同的雕像。
2008年8月15日，挪威國王衛隊在挪威國王哈拉爾五世的御准下冊封尼爾斯·奧拉夫為騎士，牠也是挪威陸軍中第一隻獲得騎士榮譽的企鵝。在愛丁堡動物園舉行的冊封典禮上，有約數百名民衆前來觀看，並由尼爾斯·奧拉夫親自檢閱130名衛兵。冊封典禮中也由衛兵讀出了挪威國王對尼爾斯·奧拉夫的嘉獎，其中指出牠「在各方面都符合獲得騎士榮譽的資格（in every way qualified to receive the honour and dignity of knighthood）」。
尼爾斯·奧拉夫三世在2008年至2016年間繼任。2016年8月22日，牠在逾50名挪威國王衛隊士兵出席的典禮中獲擢升為陸軍准將，使其比尼爾斯·埃格林本人的軍階還要高。
尼爾斯·奧拉夫三世後在2023年八月再度獲擢升為陸軍少將。這是挪威陸軍中第三高位的官階。